# Stegny (Warszawa)

Stegny na tle Mokotowa według MSI

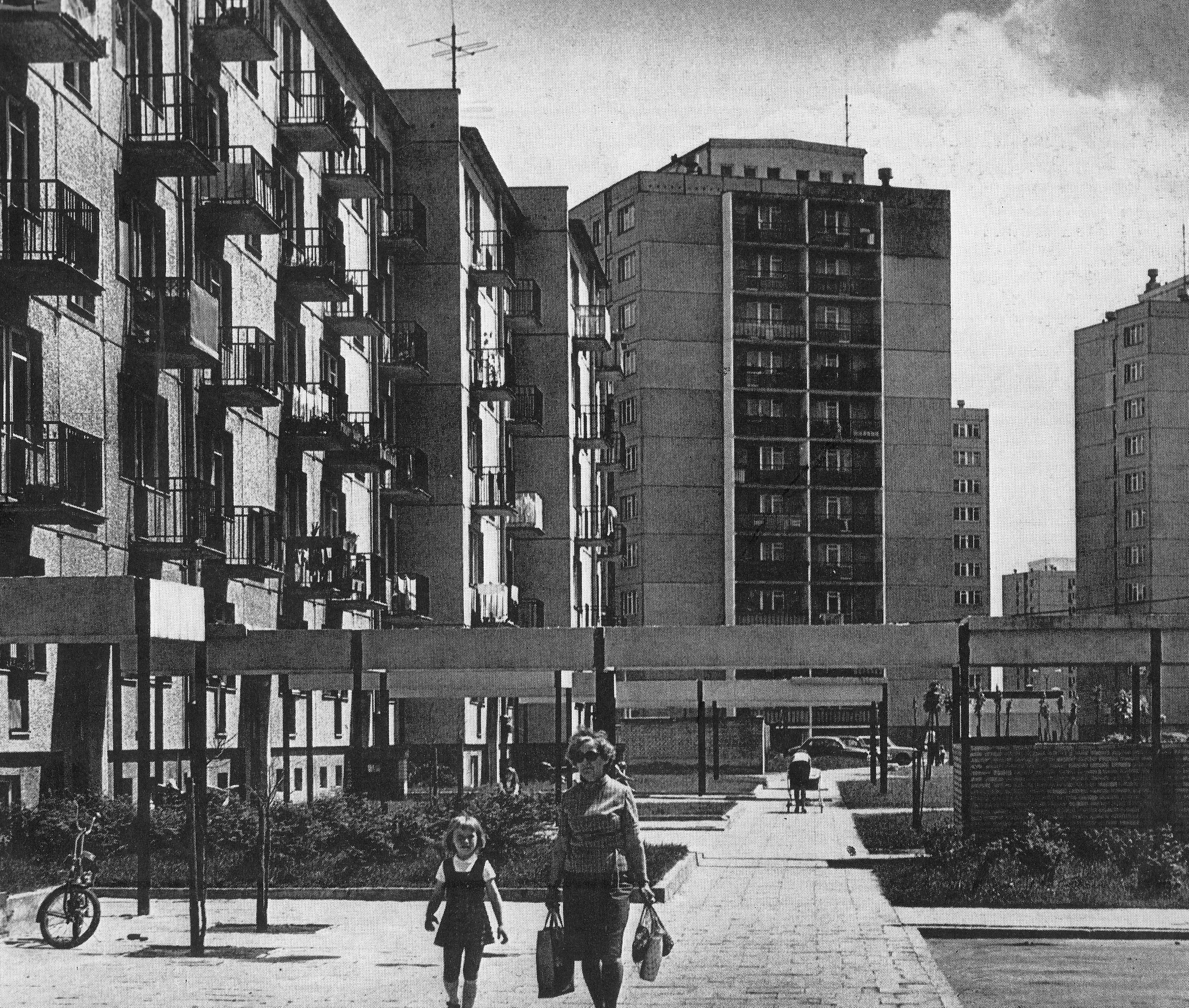
Fragment osiedla w latach 70.

Stegny – osiedle i obszar MSI w dzielnicy Mokotów w Warszawie.

## Położenie
Osiedle Stegny znajduje się pomiędzy ul. Sobieskiego, ul. Idzikowskiego oraz al. Wilanowską i graniczy z osiedlami: Sadyba, Wilanów, Służew, Ksawerów i Sielce. Osiedle dzieli się na trzy części: Stegny Południe, Stegny Północ i Stegny Rożek.

## Opis
W roku 1970 projekt osiedla otrzymał nagrodę Ministra Budownictwa.
Projektantami architektury byli Jadwiga Grębecka, Jan Szpakowicz i Romuald Welder. Zajmuje ono obszar 75 ha, na którym zaplanowano wzniesienie 8057 mieszkań o łącznej powierzchni użytkowej 368 385 m² i urządzeń użytkowych (szkoły, przedszkola itd.) o powierzchni 70 000 m². Projektowane metraże mieszkań to: M2 – 31,5 m², M3 – 42,2 m², M4 – 53,0 m², M5 – 63,6 m².
Budowę osiedla Stegny rozpoczęto w 1971. Stegny były pierwszym osiedlem w Warszawie o budynkach zmontowanych z prefabrykowanych elementów wielkowymiarowych, wyprodukowanych w Fabryce Domów na Służewcu. Projekt konstrukcji wykonali S. Hauler i M. Wilbik. Zastosowano elementy wielkopłytowe systemu szczecińskiego. Montaż pierwszego budynku z elementów pochodzących z Fabryki Domów na Służewcu rozpoczęto w październiku 1971.
Osiedle zaprojektowane zostało z wymuszonym przewiewem na osi północ-południe, co osiągnięto przez odpowiednie usytuowanie budynków i zieleń wysoką. Centrum osiedla stanowi ośrodek handlowo-usługowy otoczony 11-kondygnacyjnymi punktowcami i grupą sześciu 16-kondygnacyjnych. Pas zieleni oddziela najwyższe budynki od promieniście ustawionych grup budynków 4-kondygnacyjnych, a jego zadaniem jest stworzenie nie tylko warunków do rekreacji mieszkańców, ale i przewietrzanie osiedla (w pasie tym znalazły się przedszkola i urządzenia sportowe). Od strony zachodniej osiedle przed zimnym powietrzem osłaniają długie budynki 11-kondygnacyjne. Centrum osiedla z założenia o wielkomiejskim charakterze różni się od bardziej kameralnej zabudowy w zespołach 4- i 11-kondygnacyjnych.
W styczniu 1975 w bloku mieszkalnym przy ul. Marsylskiej 3 oddano do użytku milionowe mieszkanie spółdzielcze wybudowane w Polsce Ludowej, będące jednocześnie 150-tysięcznym mieszkaniem spółdzielczym oddanym do użytku w Warszawie. Upamiętniono to tablicą umieszczoną na budynku.
W czerwcu 2025 roku oddano do użytku odcinek linii tramwajowej od ulicy Sobieskiego do pętli autobusowo-tramwajowej na ulicy św. Bonifacego. 

## Ważniejsze obiekty
- Tor łyżwiarski Stegny
- Kościół Najświętszej Maryi Panny Matki Miłosierdzia